# Rafael Zaldivar
Rafael Zaldivar, né le 29 octobre 1982 à Camagüey à Cuba, est un pianiste, interprète et compositeur de jazz, directeur artistique et professeur.

## Biographie

### Études
Issu d’une famille d'héritage musical, Rafael Zaldivar est initié à la musique par le piano et les percussions à l’âge de dix ans. Il suit ensuite une formation de musique classique parallèlement à ses études secondaires et collégiales dans sa ville natale, puis poursuit ses études à l’institut supérieur des arts de la Havane dès 2002. Dès l’âge de quinze ans, Rafael Zaldivar entame une carrière professionnelle dans son pays natal en collaborant avec différents ensembles de musique cubaine tels que Klimax et Pachito Alonso Y Sus Kini Kini, ainsi qu’en accompagnant des chanteurs traditionnels dont Fernando Alvarez, Lino Borges et Beatriz Marquez. Influencé par la rencontre de la violoniste jazz Lisanne Tremblay, il arrive à Québec en 2005, à l’âge de 22 ans. Il entame par la suite son Baccalauréat en musique à l’Université de Montréal, qu’il obtient en 2009, et acquiert en 2011 une maîtrise à l’Université McGill, à Montréal. Hors de ses études académiques, il profite de l’enseignement de musiciens particuliers tels que les pianistes jazz Barry Harris, Kenny Barron et Herbie Hancock.

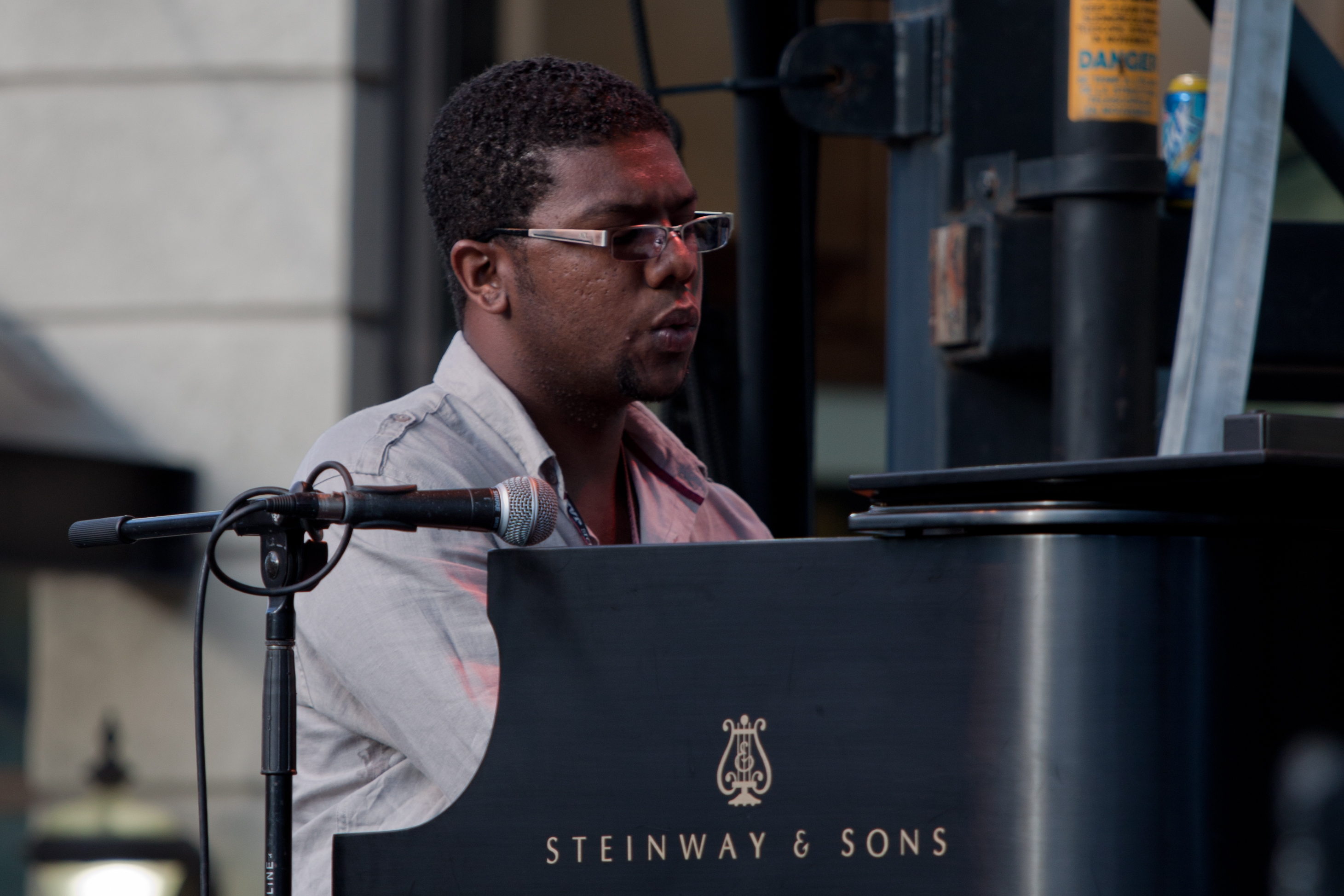

### Carrière
Sa carrière se développe sur la scène canadienne et internationale. « Les compétences de Zaldivar en tant que directeur artistique, pianiste et compositeur lui ont permis de construire et de solidifier sa carrière sur la scène jazz canadienne, ainsi qu'à l'international. » Il est invité à de nombreux festivals de jazz tels que le Jazz Festival de Rochester en 2013, le festival de Jazz de Querétaro, au Mexique, en 2013, le festival Jazz NorthSea, en Hollande, en 2011, et sous l’invitation de la batteuse jazz Terri Lynn Carrington, au festival Beantown de Boston en 2013. Il rejoint pour les premières parties de concerts la tournée québécoise de 2013 du trio du guitariste John Scofield, incluant le batteur Bill Stewart et le contre bassiste Scott Colley, et participe à des concerts du groupe Joe Lovano & Us Five. En 2021, Rafael Zaldivar est invité en tant qu’artiste en résidence au Collège de Musique Berklee à l’automne 2021, à l’École de musique Manhattan à l’automne 2022, et y donne notamment des ateliers sur l’intégration rythmique afro-cubaine dans la composition et sur l’improvisation de style jazz contemporaine.

### Albums et reconnaissances
En 2011, il enregistre son premier disque chez Effendi records, Life Directions, et celui-ci est nommé la même année pour le Prix Opus, le Grand prix de la relève musicale Archambault ainsi que le prix Radio-Canada. Il enregistre son deuxième album Drawing en 2013, qui est sélectionné dans la catégorie « Meilleur album de jazz contemporain » pour un prix de l'ADISQ et un prix JUNO. Il enregistre par la suite les disques Oneness en 2015, Consecration en 2019 et Rumba en 2022, ce dernier avec les musiciens Kurt Rosenwinkel, Miguel Zenón et Ingrid Jensen. Il gagne aussi des prix, tels que le 1er prix du concours Jazz en Rafale en 2010 et le deuxième prix du prestigieux concours international de piano jazz de Jacksonville, en Floride, en mai 2022. Rafael Zaldivar agit en tant que juge pour le prix JUNO en 2023.

### Carrière pédagogique
Parallèlement à sa carrière d’interprète et de compositeur, Rafael Zaldivar occupe aussi divers postes de professeur au cours de sa carrière. Il est professeur agrégé à la Faculté de musique de l’Université Laval, à Québec, où il enseigne les cours d’improvisation, de formation auditive, de piano jazz, de combo jazz, d’accompagnement jazz, en plus de donner un séminaire sur l’intégration des rythmes afro-cubains dans la composition jazz et de superviser des étudiants en maîtrise et au doctorat. Il est également membre de l’Observatoire interdisciplinaire de recherche et de création en musique de l’Université Laval, et est professeur invité à la Faculté de musique de l’Université McGill et à la Faculté de musique de l’Université de Montréal. Son style, qui tend à explorer le jazz aux ascendances de son pays natal, est décrit par Sorties Jazz Nights comme une « fusion unique d’influences afro cubaines traditionnelles et contemporaines »,.

## Collaborations
- Terri Lyne Carrington, Roy Hargrove, Steve Coleman, Nate Smith, Ben Wendel, Ari Hoenig, Dan Weiss, Nir Felder, Greg Osby, Kurt Rosenwinkel, Miguel Zenón, Ingrid Jensen[6], Amado Dedeu,Scott Colley[10], Rémi Bolduc[10], Vic Vogel, Oliver Jones, Steve Coleman, Nate Smith et Francisco Mela[9].

## Discographie
- 2011: Life Directions, Effendi Records
- 2013: Drawing, Effendi Records
- 2015: Oneness, Indépendant
- 2019: Consecration, Effendi Records
- 2022: Rumba, Effendi Records[11]

## Prix et distinctions
- 2010 : 1er Prix du concours Jazz en Rafale, 2010
- 2010-2011 : Life Directions a remporté le prestigieux Prix Opus en 2010, le Grand prix de la relève musicale Archambault en 2011 et le prix Révélation Radio-Canada en 2010-2011
- 2013 : Drawing, a été nommé pour un prix de l'ADISQ et un prix JUNO dans la catégorie «Meilleur album de jazz contemporain».
- 2019 : Nomination aux prix ADISQ pour Consecration dans la catégorie Album de l’année – jazz[8]
- 2022 : Deuxième prix du prestigieux concours international de piano jazz de Jacksonville, Florida aux États Unis[6]
- 2023 : Nommé aux JUNO Awards dans la catégorie Jazz Album of the Year[4]